# Mercedes-Benz C111
La C111 fue una serie de automóviles experimentales producidos por Mercedes-Benz en los años 1960 y 1970. La compañía estuvo experimentando con nuevas tecnologías de motores, incluidos los motores Wankel, los motores diésel, y turbocompresores, y utilizó la plataforma básica del C111 como un banco de pruebas. Otras características experimentales incluyeron suspensión multibrazos, puertas de ala de gaviota y un lujoso interior con tapicería de cuero y aire acondicionado.

## Historia

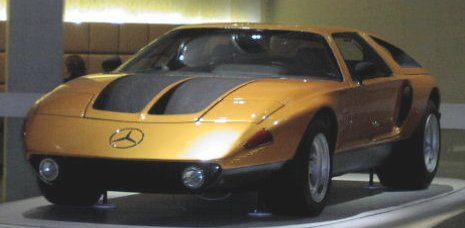
Segunda versión del C111, de 1970

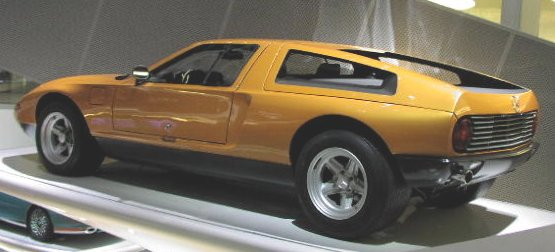
Vista posterior

Diseñado por Bruno Sacco, la primera versión del C111 apareció en 1969; tenía una carrocería de fibra de vidrio y un motor Wankel de tres rotores con inyección directa de combustible, montado en disposición central trasera. Esta primera versión alcanzó los 260 km/h. El segundo C111 apareció en 1970 y utilizaba un motor de cuatro rotores que producía 370 CV (275 kW), este coche probablemente podría haber superado los 290 km/h en las pruebas de velocidad.
La empresa decidió no utilizar el motor Wankel para sus experimentos con el tercer C111. En la tercera versión del C111 se puso un motor turbodiésel de 230 CV (170 kW), y tenía una carrocería más aerodinámica que le dio un reducido coeficiente aerodinámico. Tenía transmisión manual de 5 velocidades y rompió nueve récords de velocidad, tanto para vehículos propulsados por gasóleo como sin determinar el combustible. El tercer C111 superó los 322 km/h en Nardò en 1978. Más tarde, otra cuarta versión fue construida en 1979. Tenía un motor V8 de 4,8 litros de cilindrada, turboalimentado con dos turbos KKK y capaz de entregar 500 CV (372 kW). Esta cuarta versión estableció otro récord, con un promedio de velocidad por vuelta de 403,78 km/h.
Años después Mercedes-Benz presentó en el Salón del Automóvil de Frankfurt de 1991 el Mercedes-Benz C112, con un motor V12 montado en el centro, incluyendo también en su diseño las puertas de ala de gaviota al igual que en el C111. Pero después de la aceptación de 700 pedidos, la empresa decidió no seguir adelante con la producción.